# Семестър
Семестър (на френски: semestre от латински: semestris – „шестмесечен“, „полугодие“; sex – „шест“ и menstriis – „месечен“) е термин, който се използва във висшето образование и с него се означава 1/2 от периода на академичната година.
Семестриален (по класически латински semestrialis) – който се отнася до семестър.
Като семестри се отчита само времето, когато студентите имат аудиторни занятия. В българските ВУЗ-ове аудиторната заетост през един семестър е 15 седмици.
По време на семестъра студентът посещава лекции, семинарни занятия, лабораторни или теренни упражнения. В някои университети може да има изисквания в учебния план за един семестър да бъдат включени определен брой дисциплини, като само по някои от тях следва да са предвидени изпити.
Актуалните изисквания в България са по време на семестъра студентът да бъде оценен най-малко два пъти за своята работа чрез различни форми на текущи оценки – тестове, дискусии, контролни, колоквиуми, курсови задания и др. В края на семестъра участието на студента следва да бъде удостоверено с подпис на преподавателите по отделни дисциплини.
След приключване на семестъра за студентите настъпва период на подготовка и явяване на изпити за оценка на знанията им по дисциплините, преподавани по време на семестъра. Този период се нарича изпитна сесия. Обикновено този период трае около 20 дни в някои университети и повече.
След приключване на изпитната сесия студентите имат право на кратка ваканция.